# Aporie
Aporie este un termen ce desemnează, la filosofii antici greci, o problemă greu sau chiar imposibil de rezolvat. Aporiile apar adesea ca rezultat al încercării de a rezolva metafizic o problemă filosofică. Așa, de pildă, conceperea metafizică, unilaterală a mișcării ca succesiune de momente discontinue duce la negarea mișcării. Substantivul provine din grecescul άπορíα (transliterat aporía) care înseamnă "cale fără ieșire, impas, dificultate".
Zenon din Eleea a devenit celebru prin formularea unor astfel de aporii.
În filosofia clasică, aporia este o problemă ce comportă soluții contrare dar echivalente; în epistemologia și psihologia modernă: problemă de logică extrem  de dificilă și în mod real, insolubilă.

## Filozofie
În filozofie, o aporie este o problemă filozofică sau un impas aparent de nerezolvat, adesea rezultat al unor premise plauzibile, și totuși inconsistente. Noțiunea apare în principal în filosofia greacă, dar joacă un rol și în filosofia lui Jacques Derrida. El consideră aporia ca fiind o stare de confuzie, identificată cu obiectivitatea, care e generată de incapacitatea de a realiza care e varianta corectă în cazul unui conflict, indiferent de natura sa. Aporia, din perspectiva lui Derrida, este o stare arbitrară, naturală, care reprezintă, paradoxal, o înțelegere foarte bună a problemei.
Primele dialoguri ale lui Platon sunt adesea numite dialogurile aporetice deoarece se termină de regulă cu aporii. Într-un astfel de dialog, Socrate își întreabă interlocutorul despre natura sau definiția unui concept, de exemplu cel de virtute sau curaj. Apoi Socrate îi arată interlocutorului său că răspunsul este nesatisfăcător. După câteva astfel de tentative eșuate, intelocutorul recunoaște că este în aporie în ce privește conceptul studiat, pe care nu îl poate defini. În Menon (84), Socrate descrie efectul aducerii cuiva la aporie: îi arată cuiva care doar credea că știe ceva că de fapt nu cunoaște acel ceva și îl determină să investigheze.